# 曼陀林

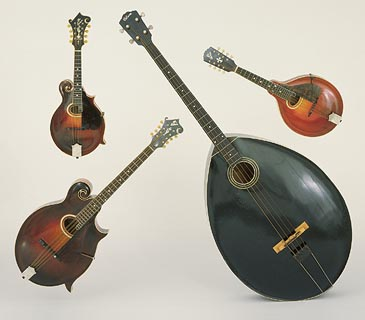
1920 Gibson F-4 mandolin, 1917 Gibson H-2 mandola, 1924 Gibson K-4 mandocello, and 1929 Gibson mando-bass, from Gregg Miner's collection

曼陀鈴（英語：Mandolin），拨弦乐器，由欧洲義大利文艺复兴时期的琵琶家族魯特琴演变而来，一般有钢弦四對，按小提琴音高定音，用彈片弹奏。有圓背曼陀林（那不勒斯曼陀林）、平背曼陀林、拱頂曼陀林三種。

## 歷史與發展

### 吉特琴
彈撥的弦鳴樂器十世紀(或更早)就出現在歐洲，十三世紀時在許多琴種中吉特琴(gittern)為曼陀林的前身，整把琴由一整塊木頭雕成(實心)，是一種梨形圓底的小型彈撥樂器，琴上覆有玫瑰雕紋蓋著一圓孔的面板，以手指或棒狀撥片彈奏片。

### 第一類曼陀林(小曼陀林)
吉特琴在文藝復興時受魯特琴影响，琴身不在一體成形，而是由多個部位組合而成(薄木片拼成的音箱、外加在琴頸上的指板...)，早期為四對弦用手指演奏，後期受第二類曼陀林影響，變為六對弦用彈片演奏。由於此類曼陀林名稱樣式繁多的緣故，來學者統稱為小曼陀林。

### 第二類曼陀林(那不勒斯曼陀林)
一般大眾講曼陀林即是指那不勒斯曼陀林。在十八世紀時，曼陀林不再只是貴族使用的樂器，它傳入民間後，為了增加樂器的音量，以彈片演奏，音箱為梨形且圓而深，由薄木拼成。面板上開有圓形或橢圓形音孔，不蓋有玫瑰飾。使用金屬弦，弦數為四對八條，由低音至高音為g - d' - a' - e"。

### 平背曼陀林
十九和二十世紀之交，美國人認為圓背曼陀林鼓起的音箱有礙於演奏，所以奧維爾．吉普森（Orville Gibson, 1856-1918）將那不勒斯曼陀林的圓音箱改為扁平音箱，前後稍稍凸起，且換為橢圓形音孔，成為平背曼陀林，並在美國迅速傳開。